# Hylotrupes bajulus
Hylotrupes bajulus је врста инсекта из реда тврдокрилаца (Coleoptera) и породице стрижибуба. Сврстана је у потпородицу Cerambycinae.

## Распрострањеност
Врста је распрострањена на подручју палеарктика. У Србији има широко распрострањење, од низија до планинских предела.

## Опис
Тело је браон до црне боје, обрасло сивим длачицама. Пронотум је са два глатка и сјајна ожиљка. Покрилца су са беличастим мрљама обраслим длачицама, које су често у форми две попречне штрафте. Антене су кратке до средње дужине. Дужина тела је од 7 до 21 mm.

## Биологија
Животни циклус траје од две до 10 година. Ларве се природно развијају у мртвим и сувим стаблима и пањевима четинара. Међутим све се чешће налазе у објектима и структурама које су изграђене од дрвета, где се ларва развија у млађој дрвеној грађи, а од самог стања (најчешће влаге) грађе зависи и дужина развојног циклуса. Нове технике градње са употребом индустријског дрвета су убрзале ширење ове врсте, која носи назив кућна стрижибуба. Данас се ларва ове врсте сматра штеточином и високо се котира на листама штеточина које нападају дрво. Адулти су активни од јуна до августа и срећу се на биљци домаћину, односно у близини дрвених кућа или складишта дрва. Као домаћини јављају се различите врсте четинара (смрча, јела и бор).

## Галерија
- одрасла јединка
- ларва
- ларве
- одрасла јединка

## Статус заштите
Hylotrupes bajulus се налази на Европској црвеној листи сапроксилних тврдокрилаца.

## Синоними
- Cerambyx bajulus Linnaeus, 1758
- Callidium bajulus (Linnaeus, 1758)
- Callidium affinis Sevenius, 1825 (misspelling)
- Hylotrupes baiulus (Linnaeus, 1758) (misspelling)
- Hylotrupes bayulus (Linnaeus, 1758) (misspelling)
- Hylotrupes bullatus (Haldeman, 1847)